# Burträsks landskommun
Burträsks landskommun var en tidigare kommun i Västerbottens län. Centralort var Burträsk och kommunkod 1952–73 var 2412.

## Administrativ historik
Burträsks landskommun inrättades den 1 januari 1863 i Burträsks socken i Västerbotten när 1862 års kommunalförordningar trädde i kraft. Den 2 oktober 1930 inrättades Burträsks municipalsamhälle inom kommunen.
Den 1 januari 1922 (enligt beslut den 18 mars 1921) överfördes ett område av Rislidens by till Norsjö landskommun.
Kommunreformen 1952 påverkade inte indelningarna i området, då varken Västerbottens eller Norrbottens län berördes av reformen. Den 31 december 1961 upplöstes Burträsks municipalsamhälle.
Den 1 januari 1965 överfördes från Burträsks landskommun och Kalvträsks församling till Norsjö landskommun och Norsjö kyrkobokföringsdistrikt ett område med en areal av 20,08 km² land och 14 invånare.
Som förberedelse inför kommunreformen 1971 trädde Sveriges indelning i kommunblock i kraft den 1 januari 1964. Burträsks landskommun ingick då i kommunblocket Skellefteå tillsammans med sex andra kommuner: Skellefteå stad samt landskommunerna Bureå, Byske, Jörn, Lövånger och Skellefteå. När kommunblocket slogs samman till en kommun 1967 ställde sig Burträsk och Lövånger utanför, och fortsatte som självständiga landskommuner.
År 1971 infördes enhetlig kommuntyp och Burträsks landskommun ombildades därmed, utan någon territoriell förändring, till Burträsks kommun. Tre år senare gick dock kommunen upp i Skellefteå kommun.
Den 1 januari 1952 tillhörde Burträsks landskommun Burträsks landsfiskalsdistrikt samt Burträsks fögderi.

### Kyrklig tillhörighet
Burträsks landskommun tillhörde Burträsks församling och från den 1 maj 1919 även Kalvträsks församling.

## Kommunvapnet
Blasonering: Medelst en vågskura delad av silver, vari en yxa och en spade i kors, båda blå, och blått, vari två korslagda braxar av silver med röd beväring, därest dylik skall komma till användning.
Detta vapen fastställdes av Kungl. Maj:t den 3 oktober 1947. Se artikeln om Skellefteå kommunvapen för mer information.

### Burträsks municipalsamhälle
Blasonering: I fält av silver en blå bjälke, belagd med tre femuddiga stjärnor av silver, samt åtföljd ovanför av en liggande bäver och nedanför av en fisk, båda blå med beväring av guld.
Även Burträsks municipalsamhälle hade ett eget vapen som fastställdes av Kungl. Maj:t den 14 februari 1947. Se artikeln om Skellefteå kommunvapen för mer information.

Burträsks municipalsamhälle (1947–61)

## Geografi

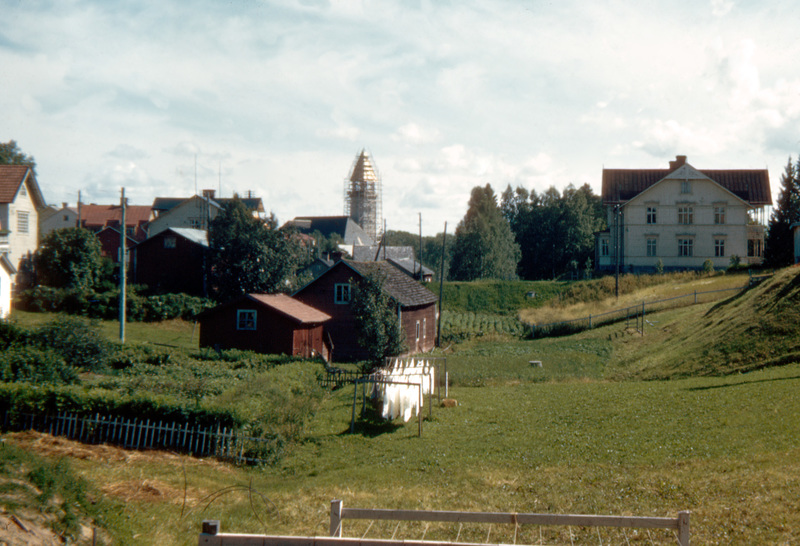
Burträsk, kommunens centralort. I denna bild från 1949 kan den nya Burträsks kyrka ses under byggnad i bakgrunden.

Burträsks landskommun omfattade den 1 januari 1952 en areal av 2 022,90 km², varav 1 858,40 km² land. Efter nymätningar och arealberäkningar färdiga vid folkräkningen den 1 november 1965 omfattade landskommunen den 1 januari 1966 en areal av 1 832,32 km² land.

### Tätorter i kommunen 1960
| Tätort     | Folkmängd |
| ---------- | --------- |
| Burträsk   | 1 303     |
| Bygdsiljum | 276       |

Tätortsgraden i kommunen var den 1 november 1960 18,8 procent.

## Politik

### Mandatfördelning i valen 1938-1970
| 7 | 4 | 10 | 9 |

| 28 |

| 8 |  | 5 | 9 | 7 |

| 28 |

| 9 | 10 | 7 | 4 |

| 27 |

| 10 | 9 | 7 | 4 |

| 30 |

| 14 | 10 | 9 | 7 |

| 36 |

| 12 | 14 | 8 | 6 |

| 37 |

| 13 | 14 | 8 | 5 |

| 37 |

| 9 | 12 | 5 | 4 |

| 26 |

| 10 | 12 | 5 |  | 3 |

| 28 |